# بوتسوولي

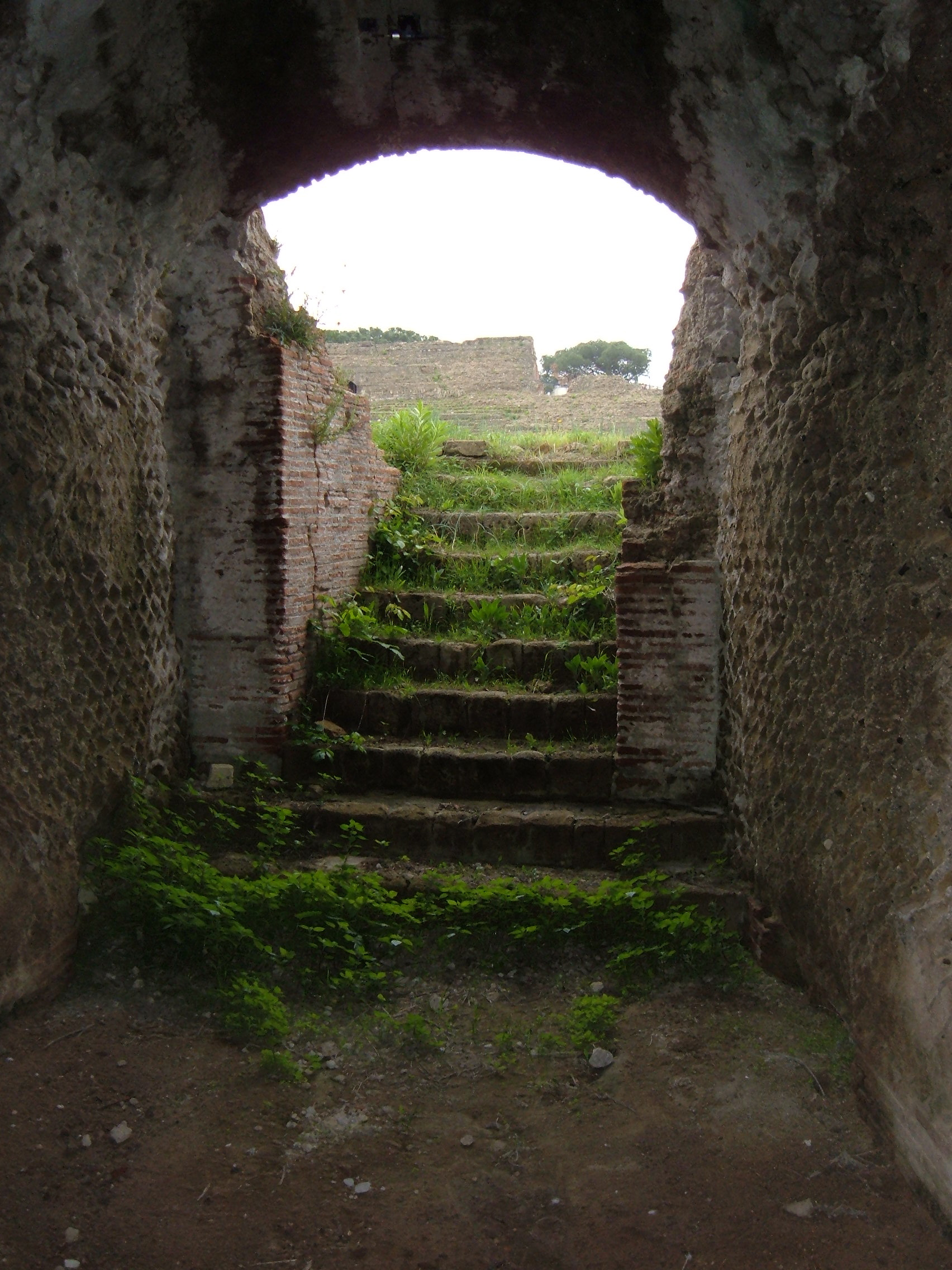
Flavian amphitheathre, artist entrance. (photo: kleuske).

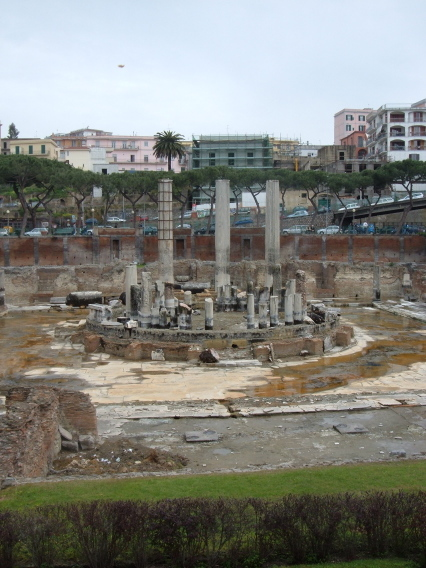
The Serapium of Pozzuoli

بُوتِسْوُولِي Pozzuoli مدينة جنوب إيطاليا في مقاطعة نابولي، ضمن إقليم كامبانيا، المدينة الوحيدة في العالم التي بها حلبتي مصارعة أثرية رومانية، وتشتهر بمطاعمها، وسوقها المختص ببيع الأسماك، توجد على خليج بوتسوولي وميناءها مرتبط بجزيرتي إسكيا وبروتشيدا، مقامة على منطقة بركانية، يوجد بها بحيرتان، أسست عام 528 قبل الميلاد، عدد سكانها 82.131 نسمة.

## السكان
في سنة 1861 بلغ عدد السكان 11٬190 نسمة، وتطور العدد ليصل في سنة 2011 لـ 80٬357 نسمة.
يظهر هذا المخطط البياني تطور النمو السكاني لـ بوتسوولي

## توأمة
لبوتسوولي اتفاقيات توأمة مع كل من:
- بينيفنتو
- آغيوس ديمتريوس
- شتشين
- طراغونة
- يالطا

## أعلام
- ليوناردا جنجولي
- جيوفاني باتيستا بيرغوليزي
- غينارو ساردو